# СО (паровоз)
СО (Серго Орджоникидзе) — советский магистральный грузовой паровоз типа 1-5-0.

## Предпосылки создания и проектирование
С 1933 года в новых цехах реконструированного Луганского паровозостроительного завода началось строительство мощных паровозов типа 1-5-1 серии ФД, но остальные паровозостроительные заводы и старые цеха Луганского завода продолжали выпускать паровозы серии Э, конструкция которых к этому времени уже устарела. Однако старые, нереконструированные заводы строить более мощные паровозы не могли. 
Стремясь создать такой тип локомотива, который мог бы строиться на всех заводах, эксплуатироваться без перестройки депо, поворотных кругов и верхнего строения пути и быть более мощным, чем паровозы серии Э, научно-исследовательский институт реконструкции тяги НКПС разработал эскизный проект паровоза типа 1-5-0 на базе паровоза серии Э. Переход от типа 0-5-0 к типу 1-5-0 позволял при сохранении той же нагрузки от колёсных пар на рельсы значительно увеличить котёл, а следовательно, повысить силу тяги по котлу, чтобы увеличить техническую скорость вождения грузовых поездов.
Детальную разработку проекта и рабочие чертежи выполнил коллектив конструкторов Харьковского паровозостроительного завода под руководством П. М. Шаройко.

## Конструкция
Площадь колосниковой решётки заново спроектированного котла этого локомотива составила 6 м2 (против 4,46 м2 у паровозов серии Э), испаряющая поверхность нагрева — 229,7 м2, газовая поверхность нагрева пароперегревателя — 93,6 м2. Последние два параметра относились только к первым трём опытным паровозам СО17-1 — CO17-3, имевшим по 147 дымогарных и 50 жаровых труб. В дальнейшем на паровозах серии СО устанавливались 139 дымогарных труб и 52 жаровые трубы, при которых испаряющая поверхность нагрева составляла 227,4 м2, а поверхность нагрева пароперегревателя — 97,3 м2. Давление пара в котле сохранилось равным 14 кгс/см².
В отличие от паровозов серии Э, имевших топки с плоскими потолками кожуха и огневой коробки, на паровозах серии СО были сделаны радиальные топки с цилиндрическим потолком, хорошо зарекомендовавшие себя на паровозах серии Ел. Чтобы уменьшить зарастание элементов накипью и, как следствие, частоту прогаров, вместо перегревателя системы Чусова сразу же был установлен двухоборотный пароперегреватель Шмидта типа Ж-241. Шуровочное отверстие топки было спроектировано из расчёта установки механического углеподатчика.
Машина паровоза серии СО имеет такие же размеры, как и машина паровоза Э (диаметр цилиндров 650 мм, ход поршня 750 мм), но отличалась от неё конструкцией шатуна, спарников, усиленными параллелями и пальцами кривошипов. В экипажной части использованы колёсные пары (диаметр 1320 мм), буксы, буксовые направляющие и частично рессорное подвешивание паровоза Э, усилена была лишь ось ведущей колёсной пары. Передняя одноосная бегунковая тележка Бисселя выполнена взаимозаменяемой с передней тележкой паровоза серии ФД. Рама осталась листовой с толщиной полотен 32 мм. Относительно слабая экипажная часть паровоза серии СО, мощность которого значительно повысилась по сравнению с паровозом серии Э, явилась, как выяснилось впоследствии, наиболее уязвимым местом паровоза.
Общая масса паровоза серии СО в рабочем состоянии составляет 96,5 тонн, сцепная масса — 87,5 тонн, средняя нагрузка от движущей колёсной пары на рельсы около 17,5 тс. Это послужило основанием ставить после буквенной серии СО число 17 — СО17. Конструкционная скорость паровоза была принята первоначально 65 км/ч, затем повышена до 70 км/ч, а в 1936 году — до 75 км/ч. Испытания паровоза серии СО на экспериментальном кольце Научно-исследовательского института реконструкции тяги показали, что этот локомотив более экономичен и может водить составы массой на 6—7 процентов больше и со скоростью на 30 — 35 процентов выше, чем паровоз серии Э.

Общий вид на примере СО17-2211
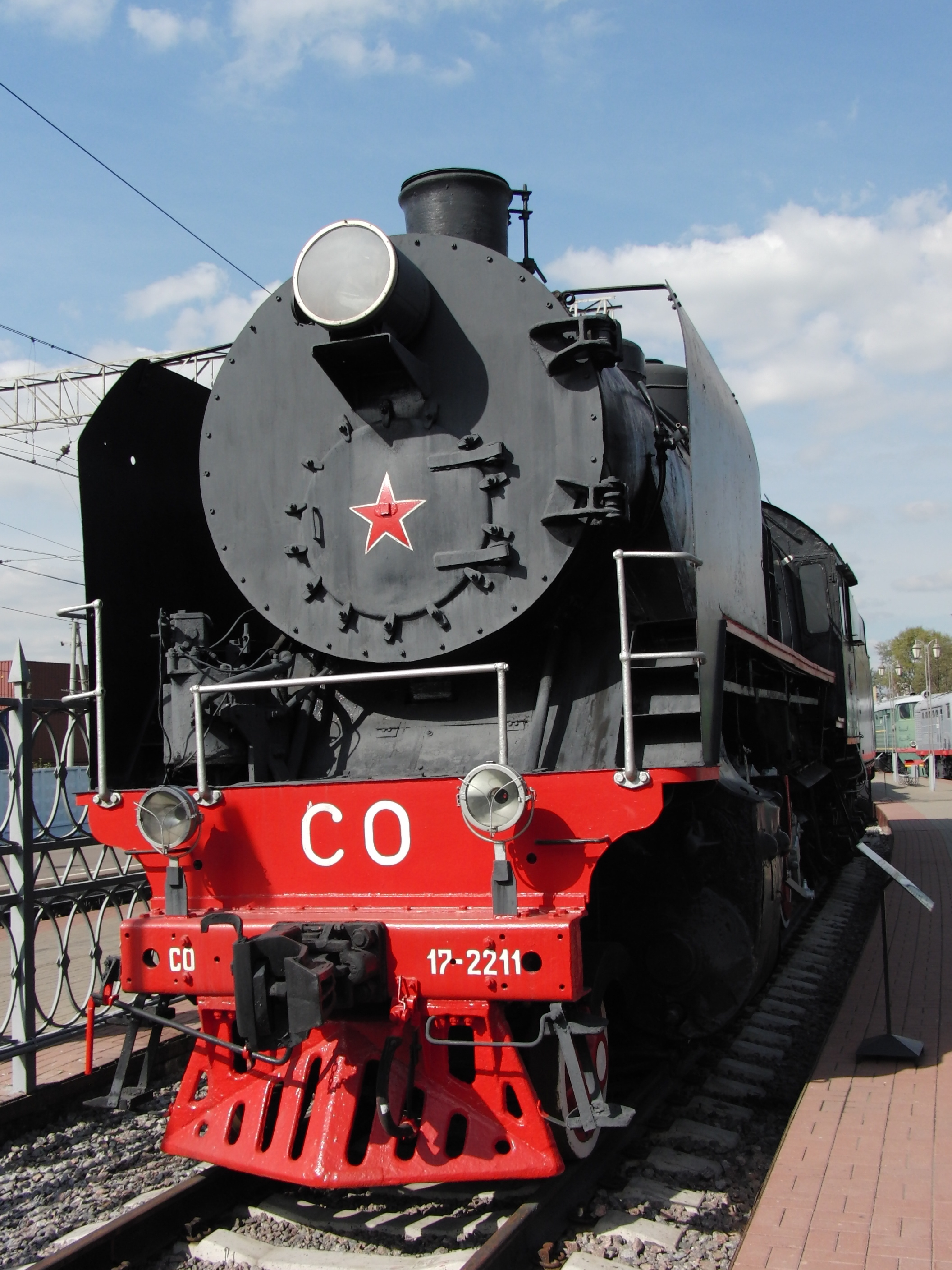
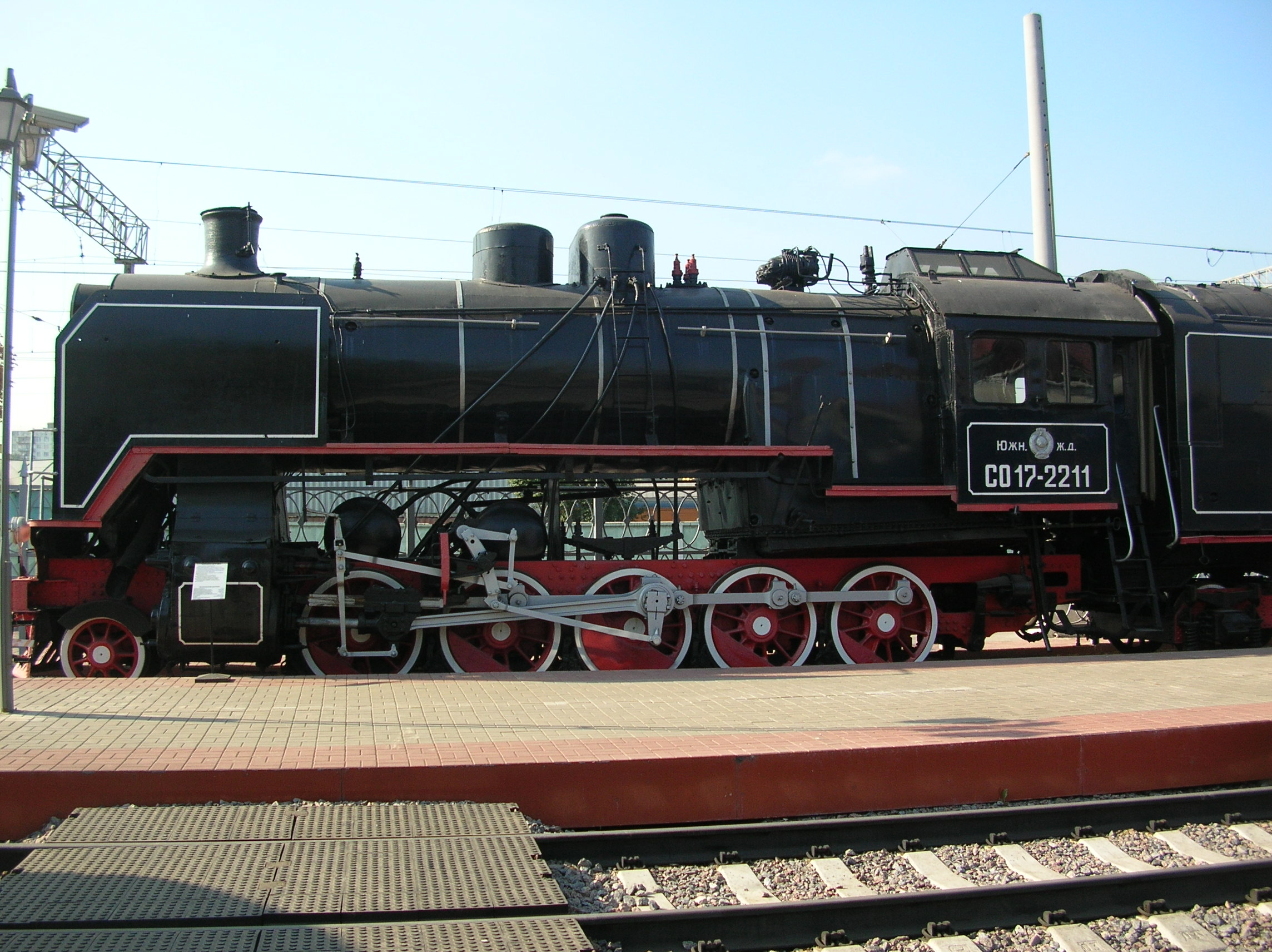
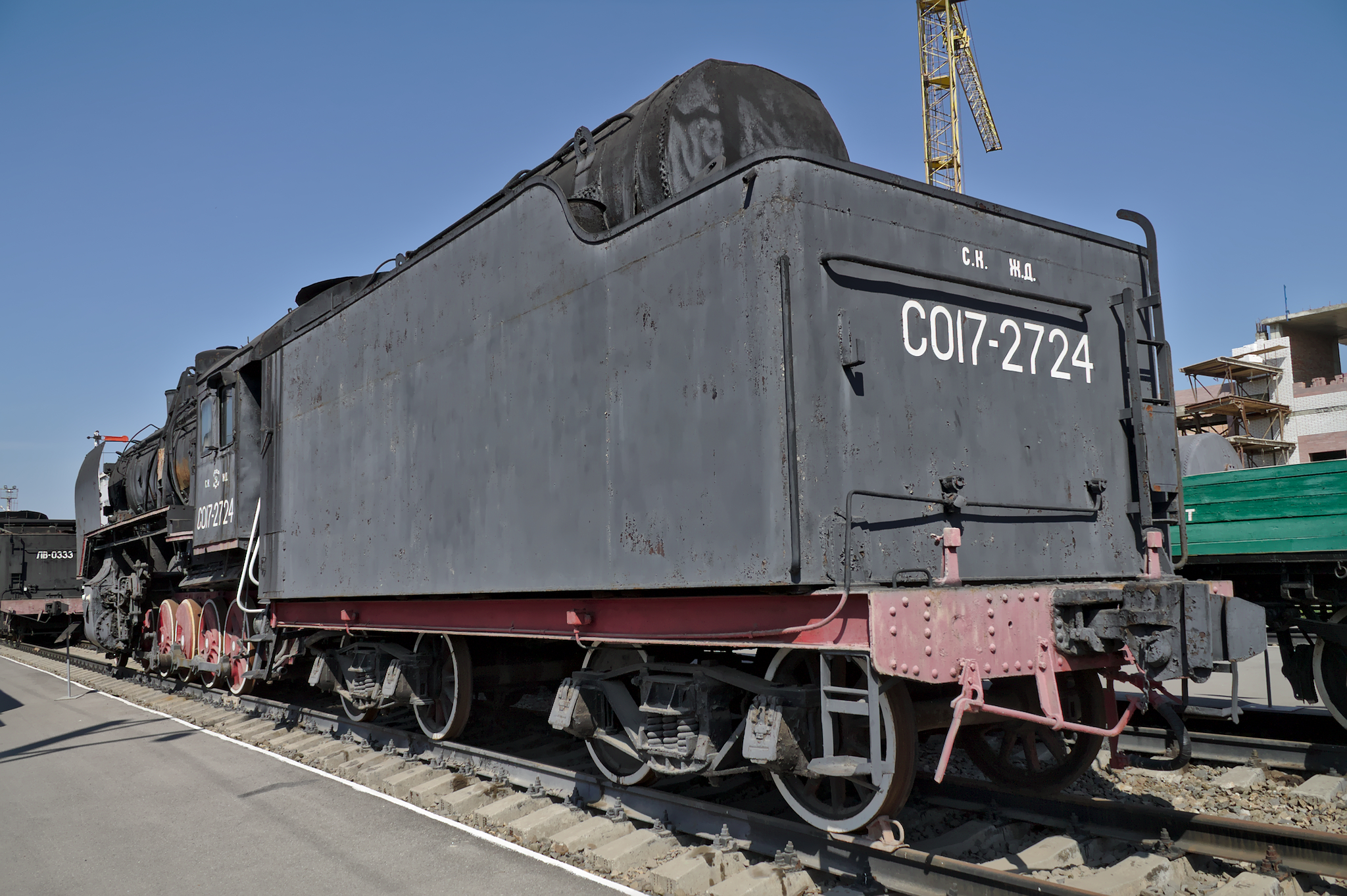

Детали
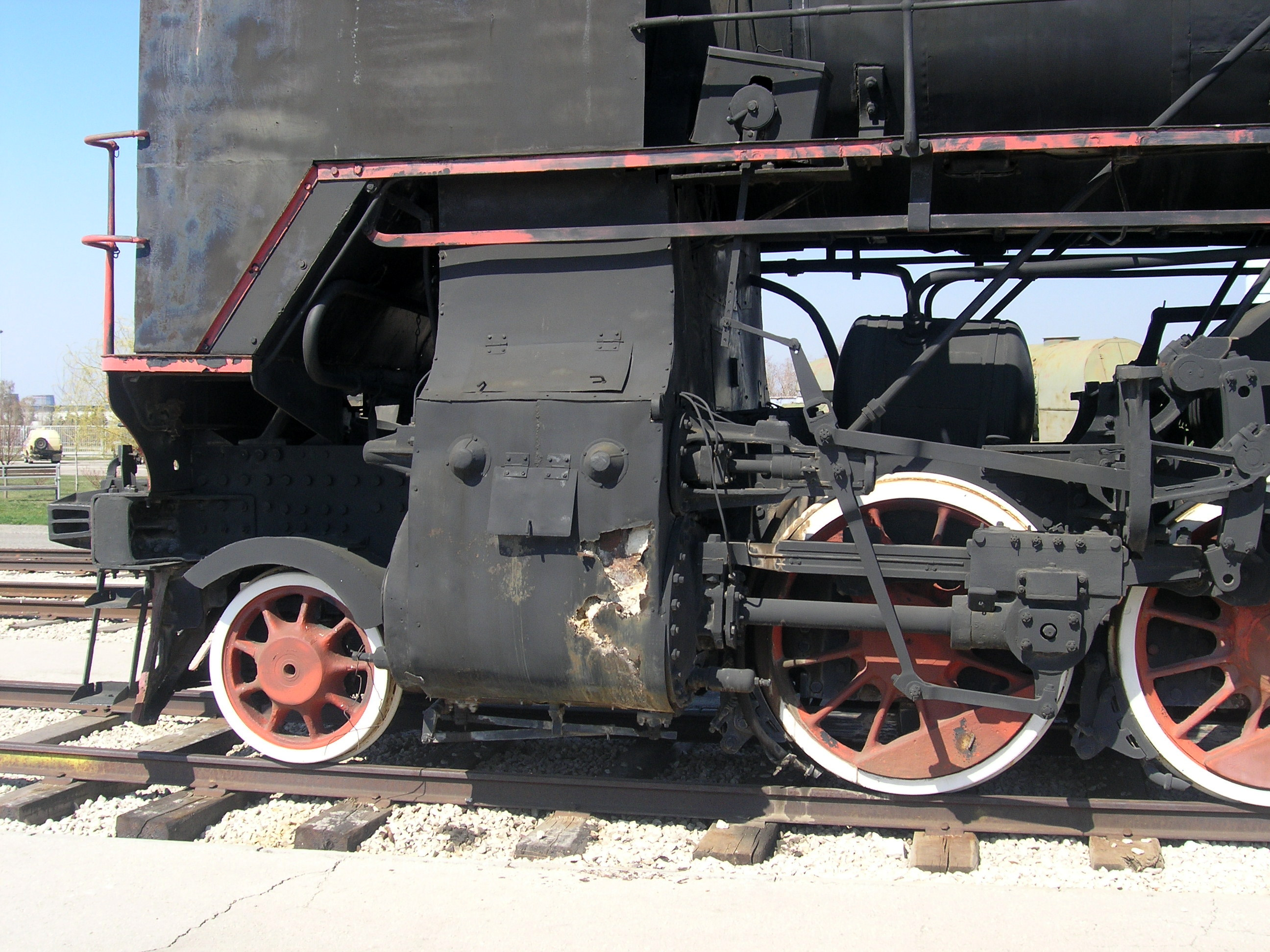
Паровые цилиндры
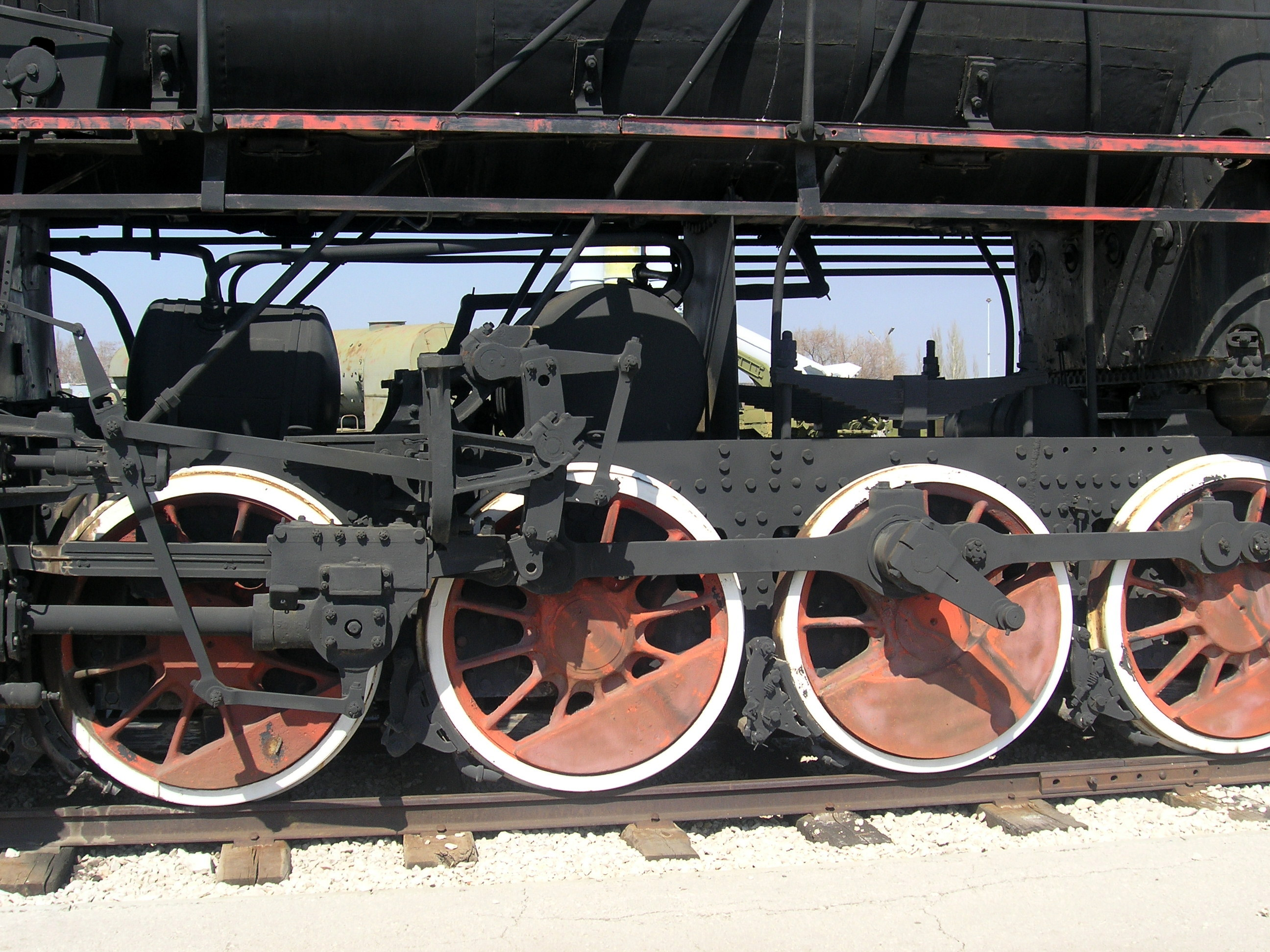
Движущие колёса
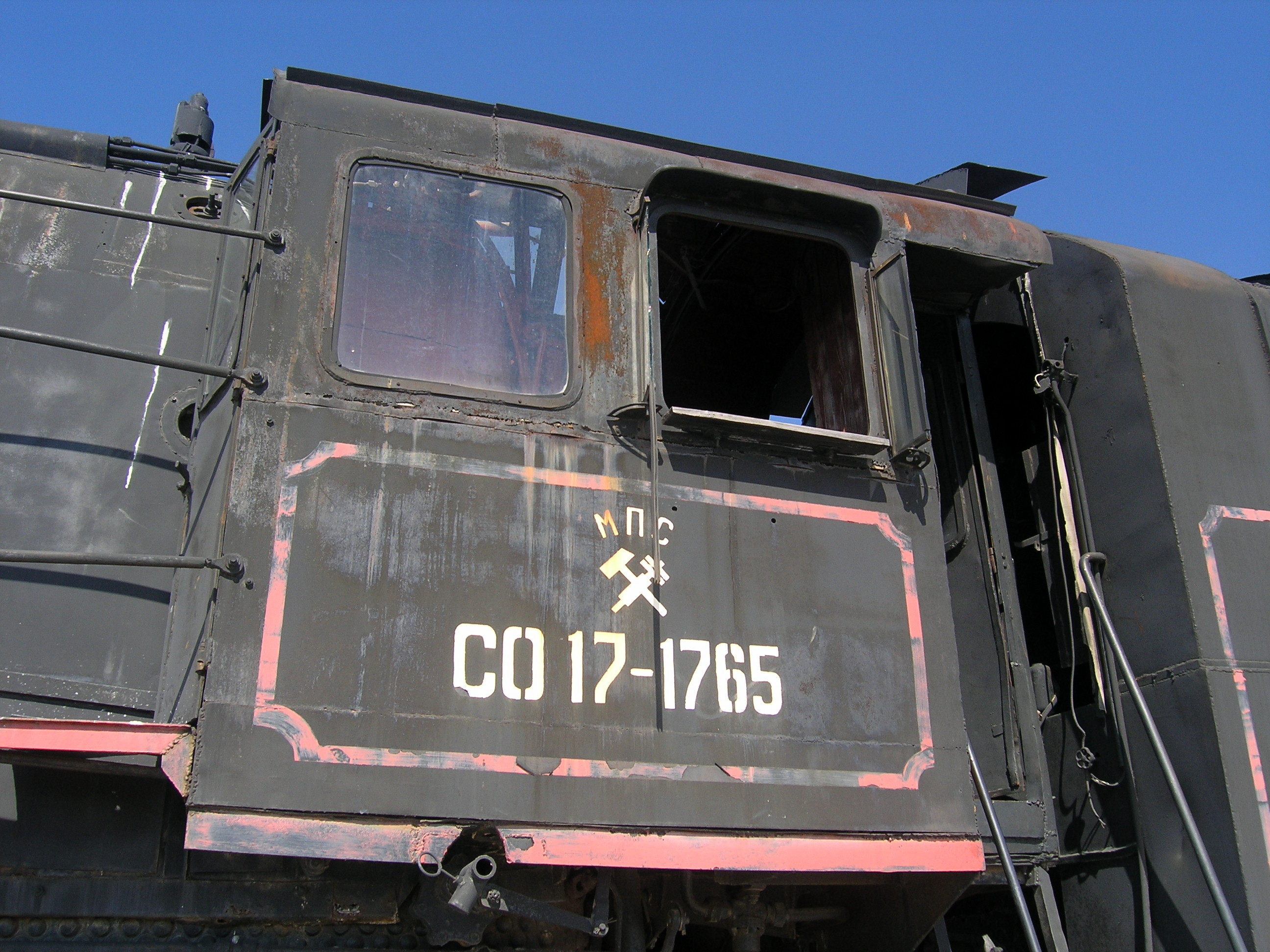
Будка машиниста

В будке паровоза СО17
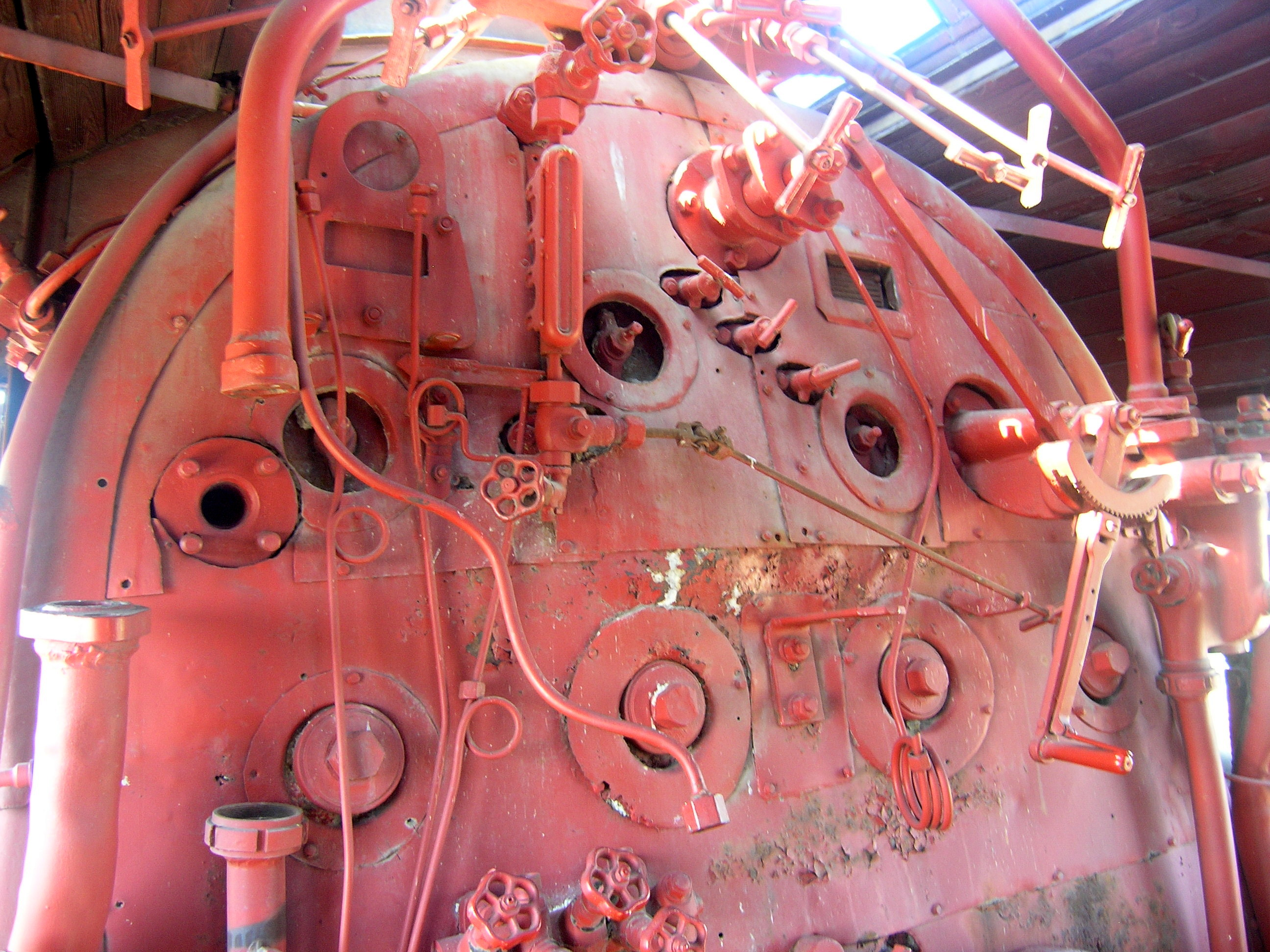
Приборы управления
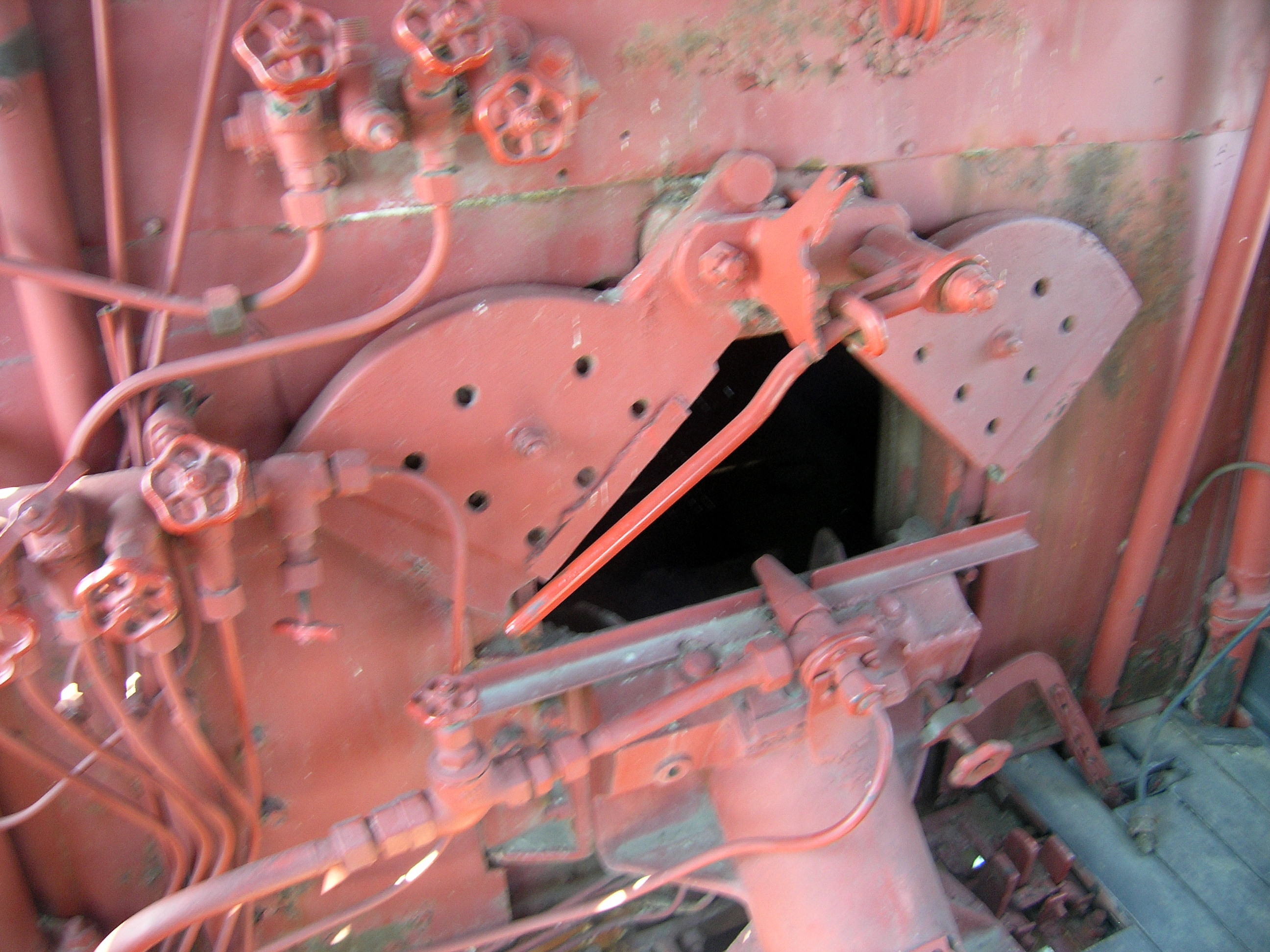
Топка
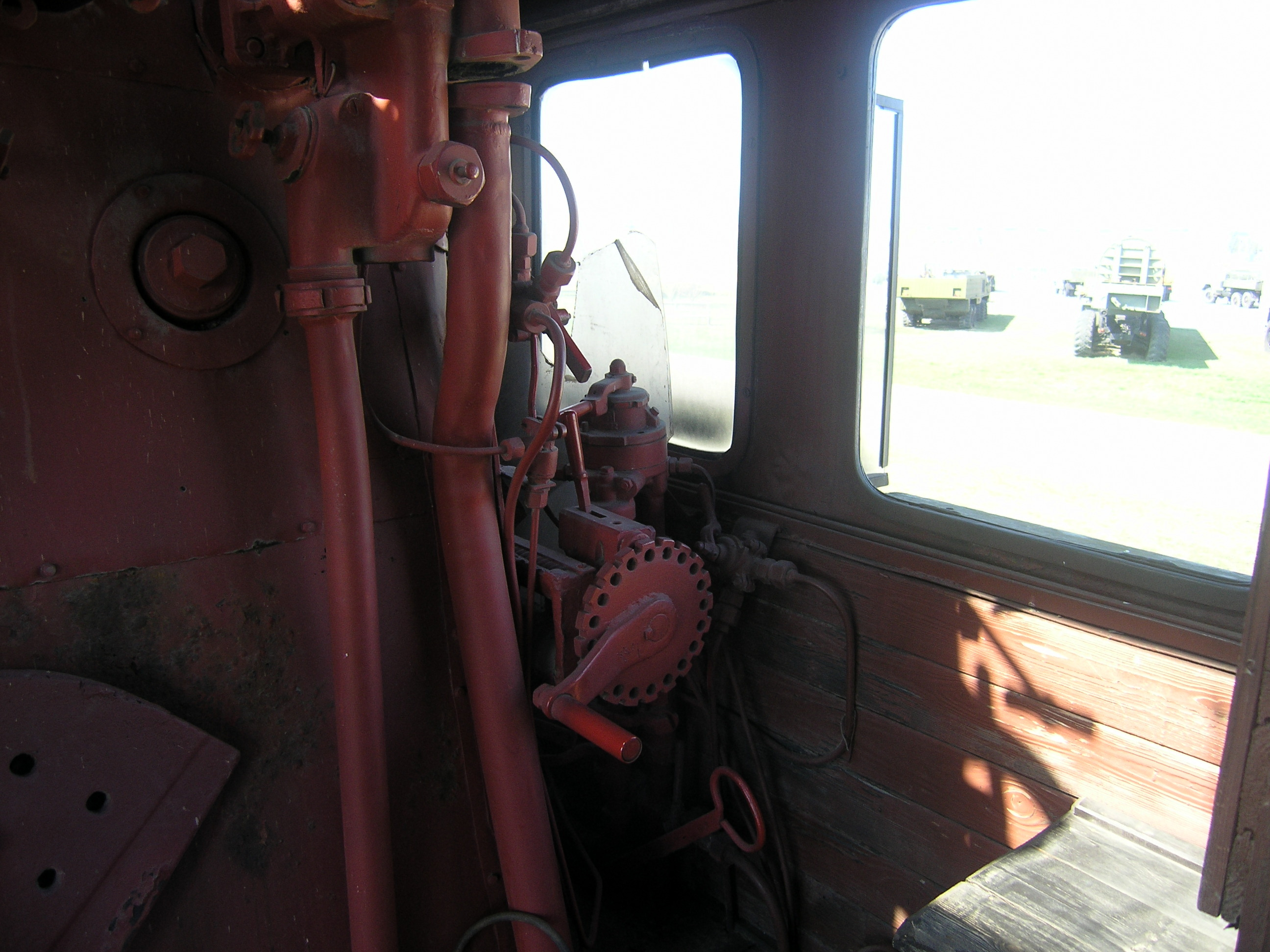
Рабочее место машиниста

## Производство и модернизация
К 7 ноября 1934 года Харьковский паровозостроительный завод построил первый советский паровоз типа 1-5-0, которому была присвоена серия СО — Серго Орджоникидзе. В 1935 году налажен их серийный выпуск. В 1938 году, после выявления слабых мест экипажной части паровоза серии СО, научно-исследовательский институт железнодорожного транспорта разработал проект её усиления, и паровозы начали строиться по изменённым чертежам. Переделаны были также подшипники шатунов и спарников, в которых применены плавающие втулки.
В марте 1939 года Брянский паровозостроительный завод оборудовал паровоз СО17-1, эксплуатировавшийся в депо Унеча, устройствами подогрева воды в тендере отработавшим паром, а также вентиляторной тягой взамен конусной. Переоборудование паровоза велось под руководством работника Центрального управления паровозного хозяйства НКПС инженера П.К. Морозова.
Вентиляторная тяга до этого применялась лишь на паровозах с конденсацией пара, у которых весь отработавший пар поступал обратно в тендер-конденсатор и не мог использоваться для создания тяги при выпуске его через конус. Первые два опытных паровоза с вентиляторной тягой без конденсации пара были построены Харьковским заводом в середине 1939 года и оборудованы устройствами водоподогрева на Брянском заводе. Эти паровозы, обозначенные СО18-1480 и СО18-1481, поступили на Ленинскую железную дорогу в депо Москва-Сортировочная и с успехом работали на участке Москва — Рыбное. С 1940 года и другие паровозостроительные заводы начали выпускать такие паровозы, получившие в литературе наименование серии СОв. Масса их в рабочем состоянии составляла около 103 тонн, сцепная масса — около 90 — 92 тонн, таким образом нагрузка от движущих колёсных пар на рельсы равнялась 18 тс, на что и указывало число 18 после буквенной серии СО.
Паровозы серии СОв хорошо работали на низкосортных углях и расходовали меньше топлива на единицу механической работы по сравнению с паровозами серии Э за счет применения водоподогрева, вентиляторной тяги и вождения поездов большей массы. В то же время на тяжелых профилях, когда нужно было устанавливать большие отсечки пара, у паровозов серии СОв турбодымососы шли вразнос. Это заставляло машинистов уменьшать отсечку, из-за чего приходилось пользоваться толкачом, который не потребовался бы паровозу с конусной тягой. К недостаткам вентиляторной тяги относились её большая сложность по сравнению с конусной, более высокая стоимость изготовления и ремонта и повышенное противодавление при выпуске пара, что несколько снижало мощность машины. В связи с указанным вентиляторную тягу на паровозах серии СОв с 1955 года стали заменять конусной.
Паровозы серий СО и СОв строили Брянский, Харьковский и Ворошиловградский заводы до начала Великой Отечественной войны. В 1938 году начал выпускать паровозы Улан-Удэнский завод; первым локомотивом, построенным этим заводом 30 апреля 1938 года, был паровоз СО17-1501.

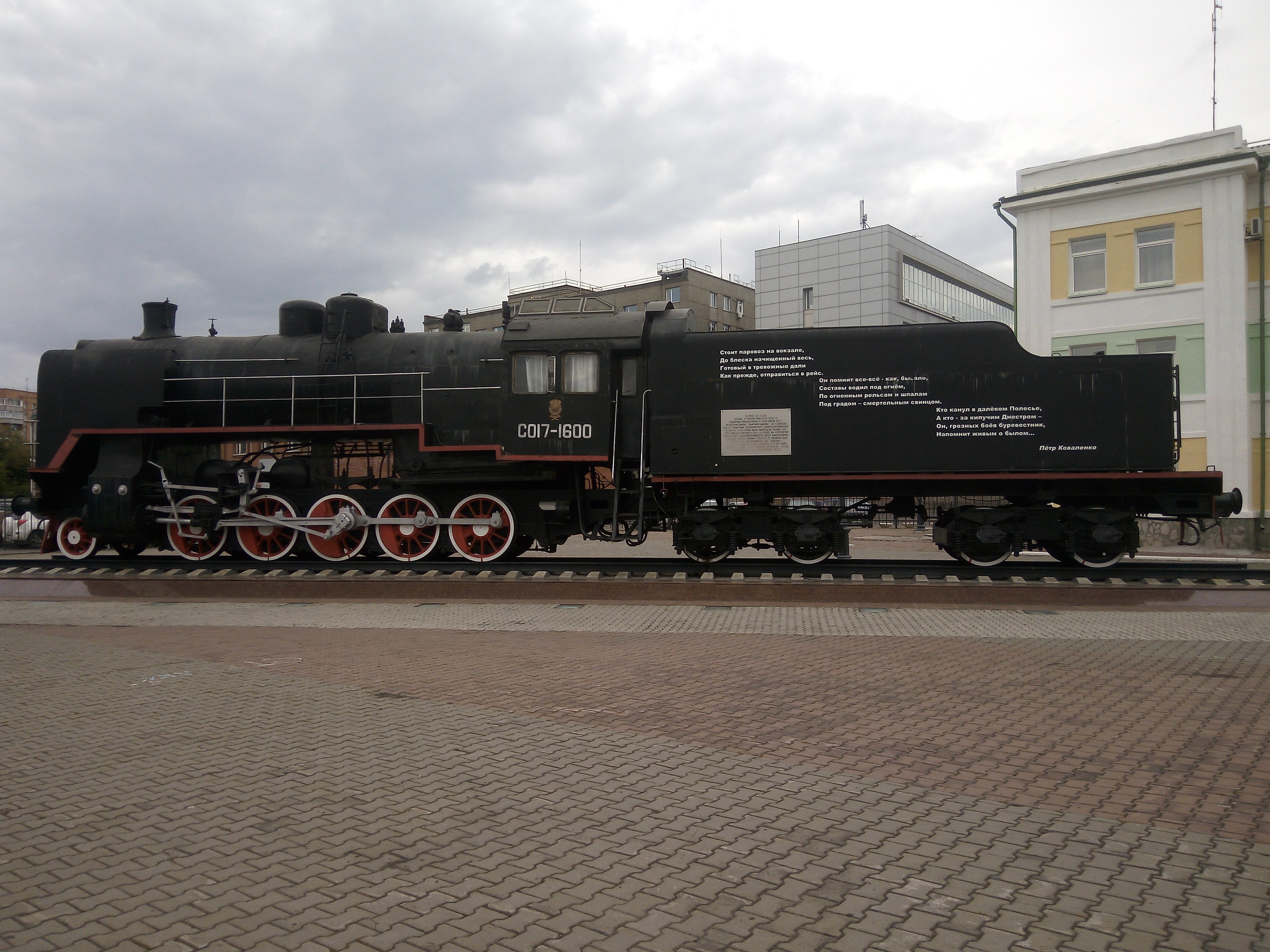
Паровоз СО17-1600, вид сбоку

В октябре 1941 году в район будущего Сибирского завода тяжёлого машиностроения на станцию Злобино под Красноярском было перебазировано оборудование Брянского машиностроительного завода «Красный профинтерн». Первоначально на новом месте предполагалось начать постройку паровозов типа 0-5-0 серии Э, но затем, с учётом прежней специализации завода и задела ранее изготовленных деталей, было разрешено заводу строить паровозы серии СО с конусной тягой. Первый паровоз СО17-1600 красноярский завод выпустил в сентябре 1942 года; паровоз был отправлен в депо Москва-Сортировочная Московско-Рязанской железной дороги.
В 1943 году Улан-Удэнский завод для уменьшения количества деталей и улучшения конструкции отдельных узлов перепроектировал паровоз серии СО. Продольные клёпаные швы цилиндрической части котла были заменены сварными, давление пара повышено с 14 до 15 кгс/см², претерпели изменение элементы парораспределительного механизма с целью увеличения хода золотников и повышения экономичности паровых машин; в частности, были поставлены поршни без контрштоков, в конструкции рамы применён стальной литой брус вместо клепаного, боковые барьеры на площадке заменены поручнями на котле, сняты ветровые щиты, внесён ещё целый ряд более мелких изменений. В конструкции тендера применены сварные бак и рама, а весьма трудоёмкие в изготовлении клёпаные тележки уступили место тележкам Даймонда[прояснить] поясного типа с диаметром колёс 1050 мм. Все эти изменения были сделаны на паровозе СОу 17-1551 (СО Улан-Удэнский), который Улан-Удэнский завод выпустил в ноябре 1943 года. По сравнению с другими паровозами серии СО сам этот локомотив был легче на 1,3 тонны, а его тендер — на 7,7 тонн. Паровоз СОу 17-1551 работал на Московско-Рязанской, а затем на Кировской железных дорогах.
В 1952 году паровоз СО18-1731 был оборудован устройством для сжигания угольной пыли, приготавливаемой на углеразмолочной станции. Особенностью этого устройства являлись: пневматическая транспортировка пыли из бункера, расположенного на тендере, использование дымососной тяги для подачи в топку хорошо перемешанной смеси пыли и воздуха посредством турбулентных горелок и создание завихренного факела развернутой воронкообразной формы. В 1953 году на опытном паровозе была сделана трёхкамерная топка, значительно улучшившая процесс горения пыли.
В конце 1940-х и начале 1950-х годов на паровозах серии СОв вентиляторную тягу заменили конусной. Если такие паровозы оборудовались механическими углеподатчиками, им присваивалось обозначение серии СОм, если нефтяным отоплением — СОн.

## Эксплуатация
Относительно небольшое количество паровозов серий СО и СОв, построенных в период с 1934 по 1944 годы, обусловило малое распространение этих локомотивов на сети железных дорог. По состоянию на 1 января 1940 года паровозы серии СО работали всего на 11 железных дорогах. К этому времени они обслуживали грузовое движение на направлениях:

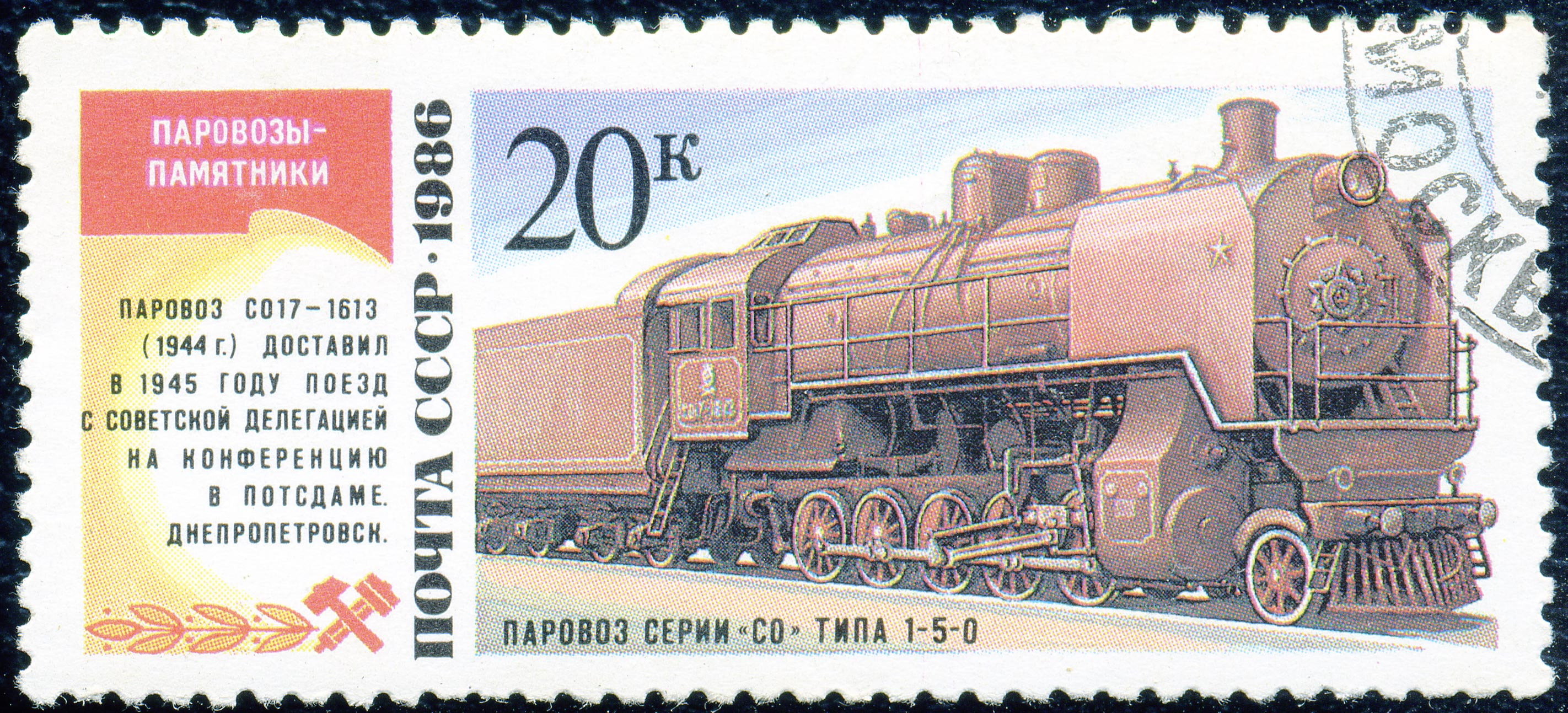

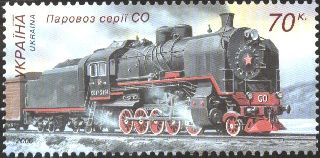
Паровоз СО на почтовой марке Украины

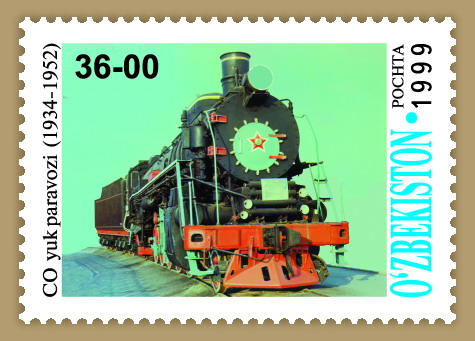
Паровоз СО на почтовой марке Узбекистана

- Могилёв — Унеча — Ворожба — Люботин (Белорусская железная дорога, Московско-Киевская железная дорога, Южная железная дорога)
- Лозовая — Полтава — Гребёнка (Южная железная дорога)
- депо Торжок и Ржев (Калининская железная дорога)
- депо Иркутск (Восточно-Сибирская железная дорога)
- депо Могзон (Забайкальская железная дорога)
- депо Казатин (Юго-Западная железная дорога)

Паровозы серии СОв в основном эксплуатировались на Горьковской, Ленинской, Ярославской, Куйбышевской и Кировской железных дорогах.
Ныне основное количество сохранившихся паровозов СО работает на маневрах и грузоперевозках в городской черте Санкт-Петербурга, будучи приписанными к депо Санкт-Петербург-Сортировочный-Московский

## Сохранённые паровозы

### Паровозы-памятники
Во время Великой Отечественной войны часть паровозов серии СО работала в колоннах особого резерва НКПС и обслуживала прифронтовые железные дороги. Паровозы СО17-12 и СО17-1613 водили поезда до Берлина. В память о подвигах железнодорожников, работавших в суровые военные годы на этих паровозах, последние были поставлены на пьедесталы: CO17-12 в 1975 году на станции Тихорецкая, а СО17-1613 в 1974 году — в Днепропетровске на станции Нижнеднепровск-Узел. В память о начале паровозостроения в Улан-Удэ и Красноярске первые паровозы, изготовленные в этих городах, — соответственно СО17-1501 и СО17-1600 — установлены в них на вечную стоянку. Также паровоз-памятник СО17-2874 стоит в Кандалакше, а СО17-2873 — в локомотивном депо Санкт-Петербург-Сортировочный-Московский. В 1995 году «В честь трудовых подвигов вологодских железнодорожников в 1941—1945 годах» в Вологде был установлен на вечную стоянку паровоз СО18-3100, считается, что на нём работал Герой Социалистического Труда В. И. Болонин, именем которого названа соседняя улица. В 2017 году паровоз-памятник СО17-2286 был установлен на территории Музея железных дорог России в Санкт-Петербурге. Отреставрированный паровоз СО17-2327 установлен на территории депо "Основа " в Харькове.

### Рабочие паровозы
В рабочем состоянии сохранились:
- СО18-2018, СО17-2359 в депо Санкт-Петербург-Сортировочный-Московский (используются в грузовой работе на Санкт-Петербургском узле);
- СО17-3241 в депо Подмосковная;
- СО17-4371 (на данный момент[когда?] паровоз используется как экспонат выставки подвижного состава на станции Киев[4]).

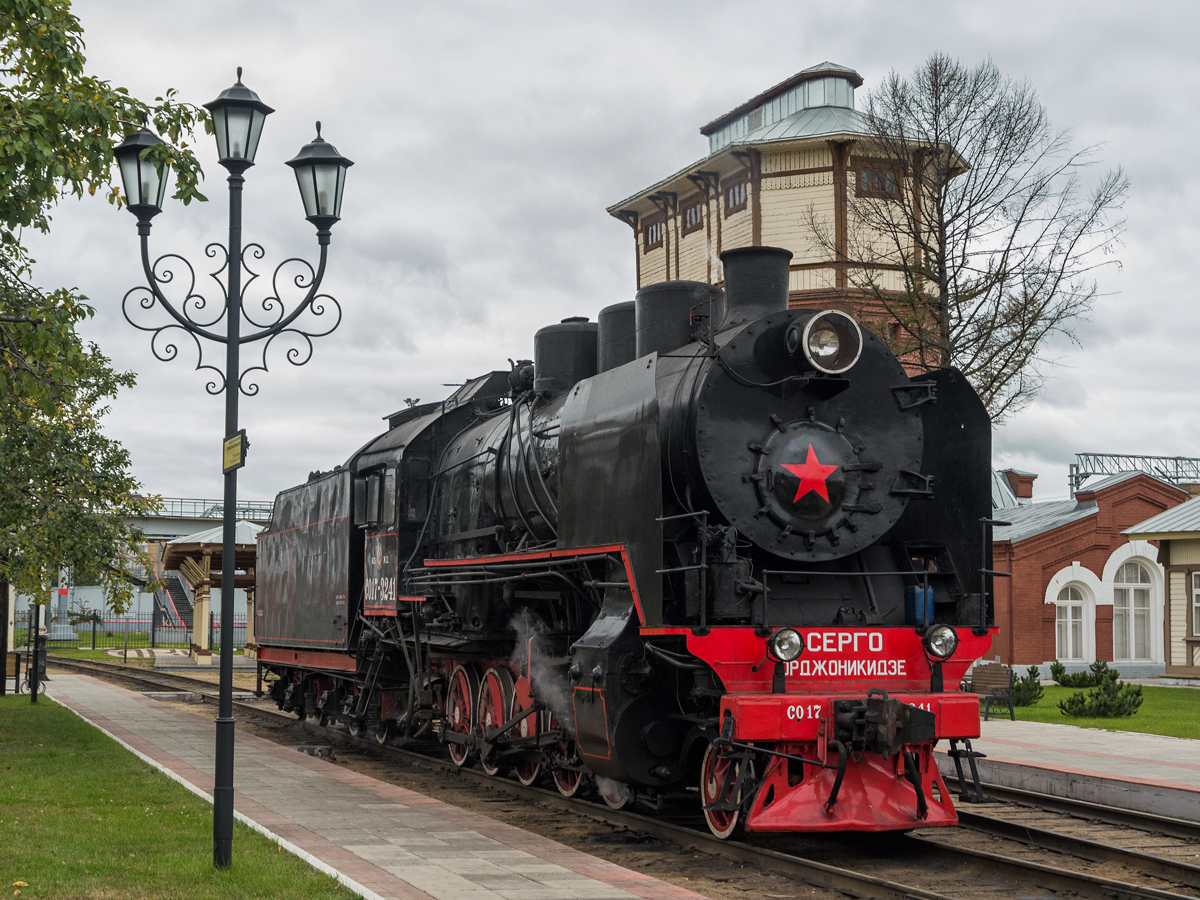
CO17-3241 в депо Подмосковная
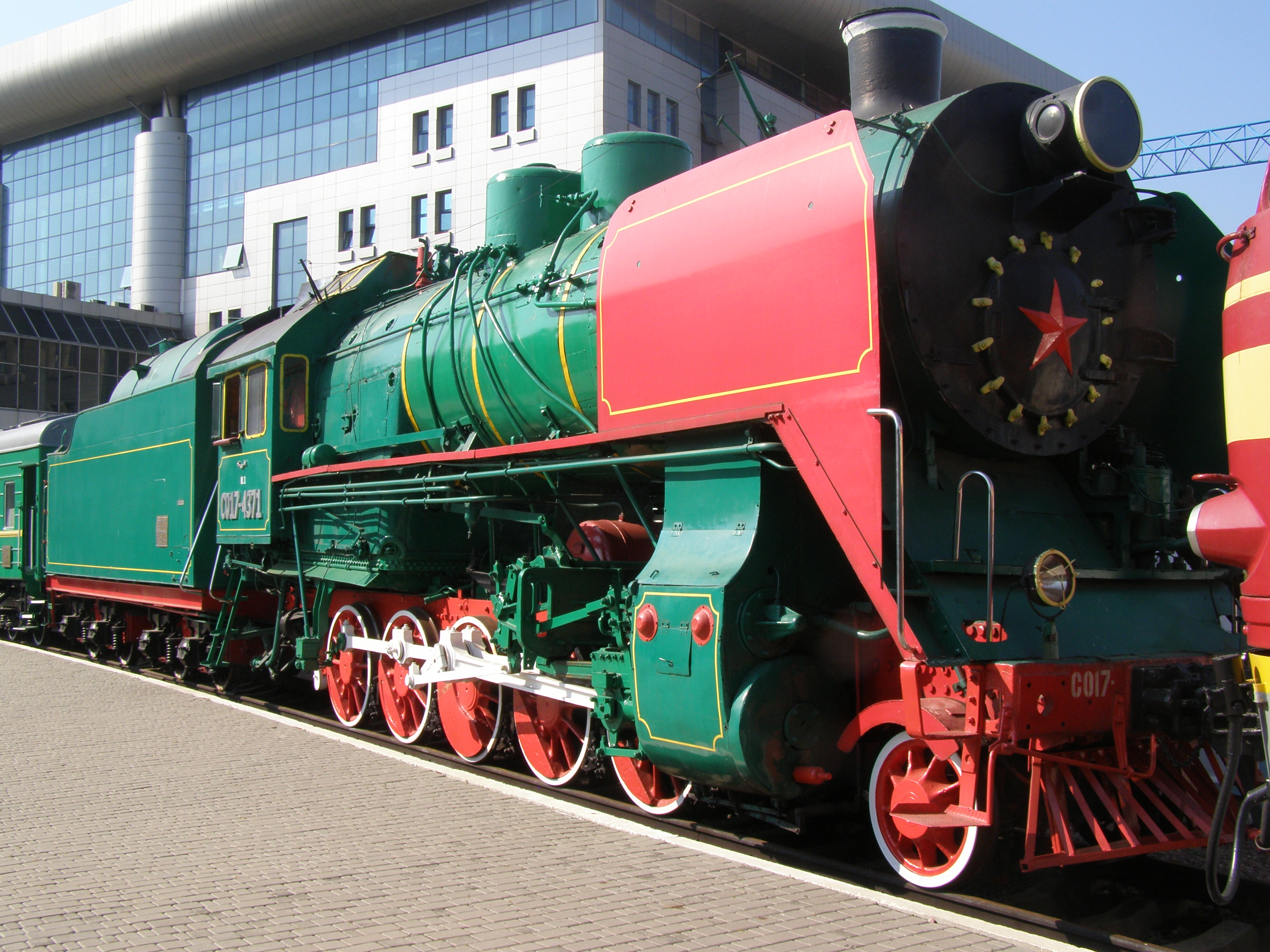
СО17-4371 в Киеве
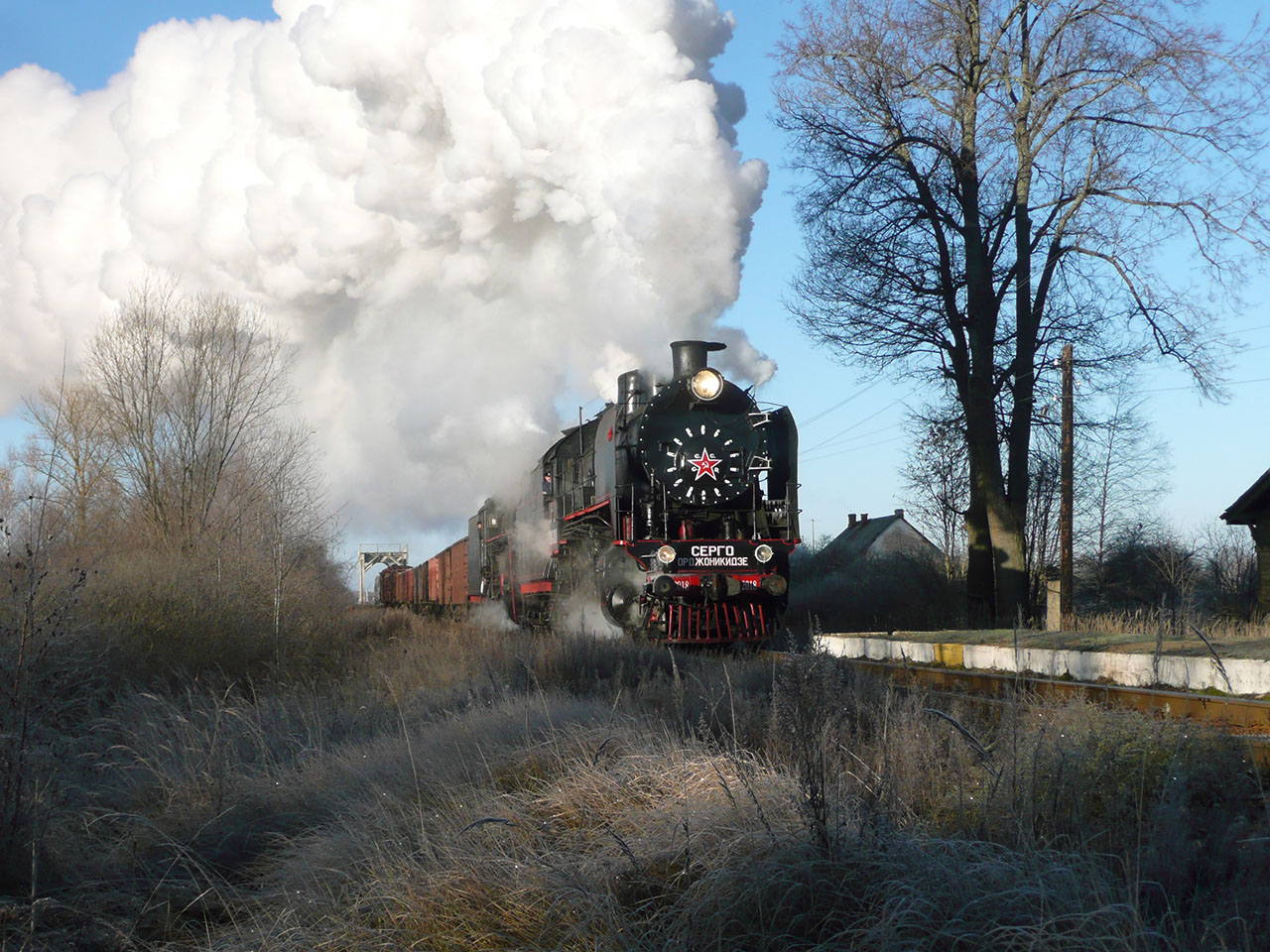
СО18-2018 с грузовым поездом